# Haus Preysser

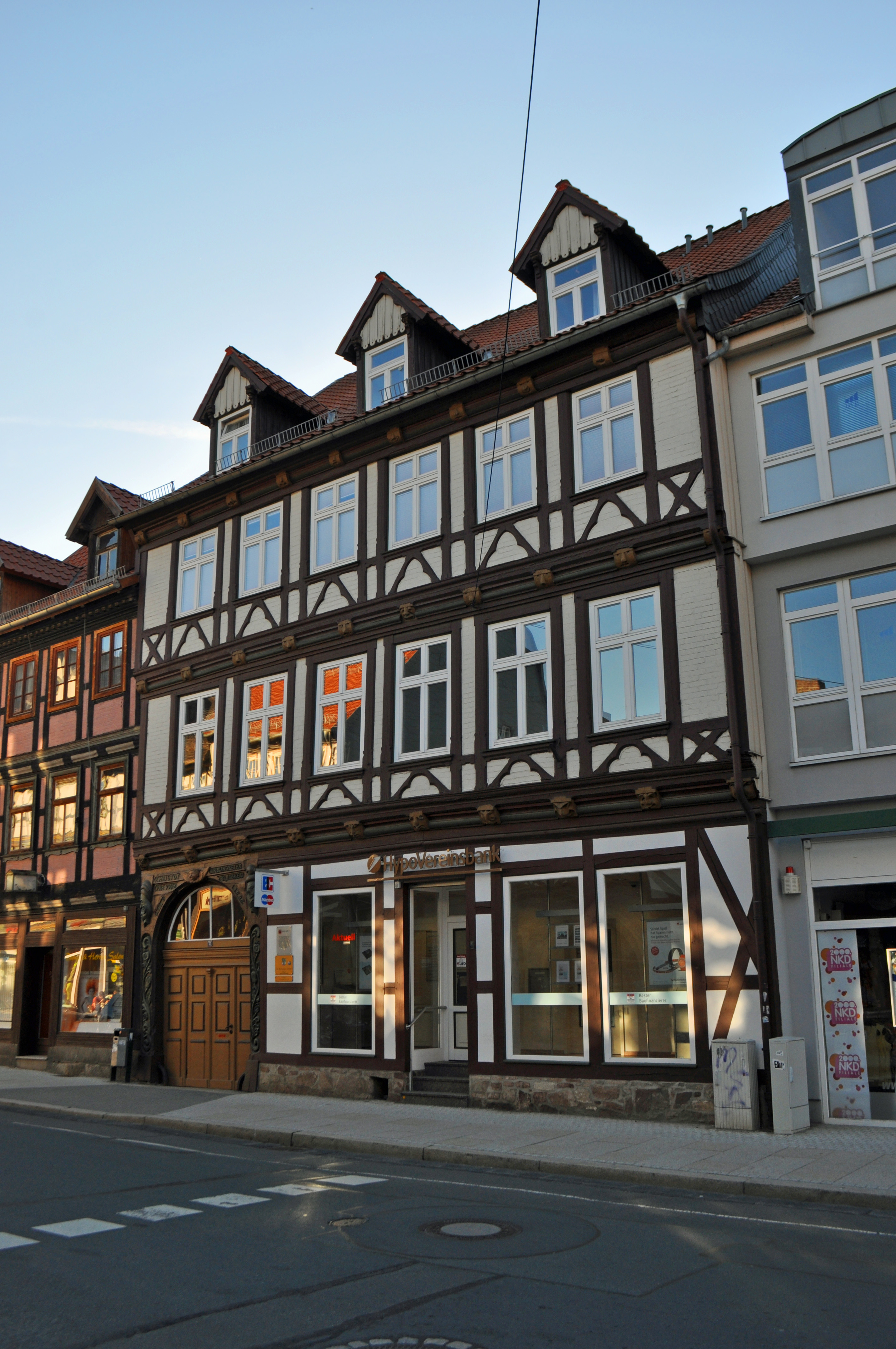
Haus Preysser (2013)

Das Haus Preysser ist ein mit 1696 bezeichnetes, stattliches Fachwerkhaus in der Altstadt von Wernigerode, Breite Straße 71. Es ist das einzige Haus der Stadt, das der Stilepoche des Manierismus zugeordnet wird. Es wurde im späten 17. Jahrhundert vom Kerzenzieher und Seifensieder Johann Preysser erbaut und wechselte in seiner späteren Geschichte häufig die Besitzer. Die bemerkenswerte Toreinfahrt an der linken Seite der Fachwerkfassade trägt neben der Jahreszahl 1696 den Namen des Erbauers und seiner Frau, einen geflügelten Puttokopf, pflanzliche Ornamentik und zwei im oberen Bereich der Torpfeiler nach außen blickende, skurrile, als Schnitzerei ausgeführte Männerköpfe mit orientalischer Kopfbedeckung.
Im Jahr 1995 wurde das Haus Preysser vom Eigentümer grundsaniert und wird heute als Wohn- und Geschäftshaus genutzt.